# Crataerina pallida
Crataerina pallida, còn gọi là ruồi rận nhanh, là một loài ruồi hút máu thuộc họ ruồi rận Hippoboscidae.

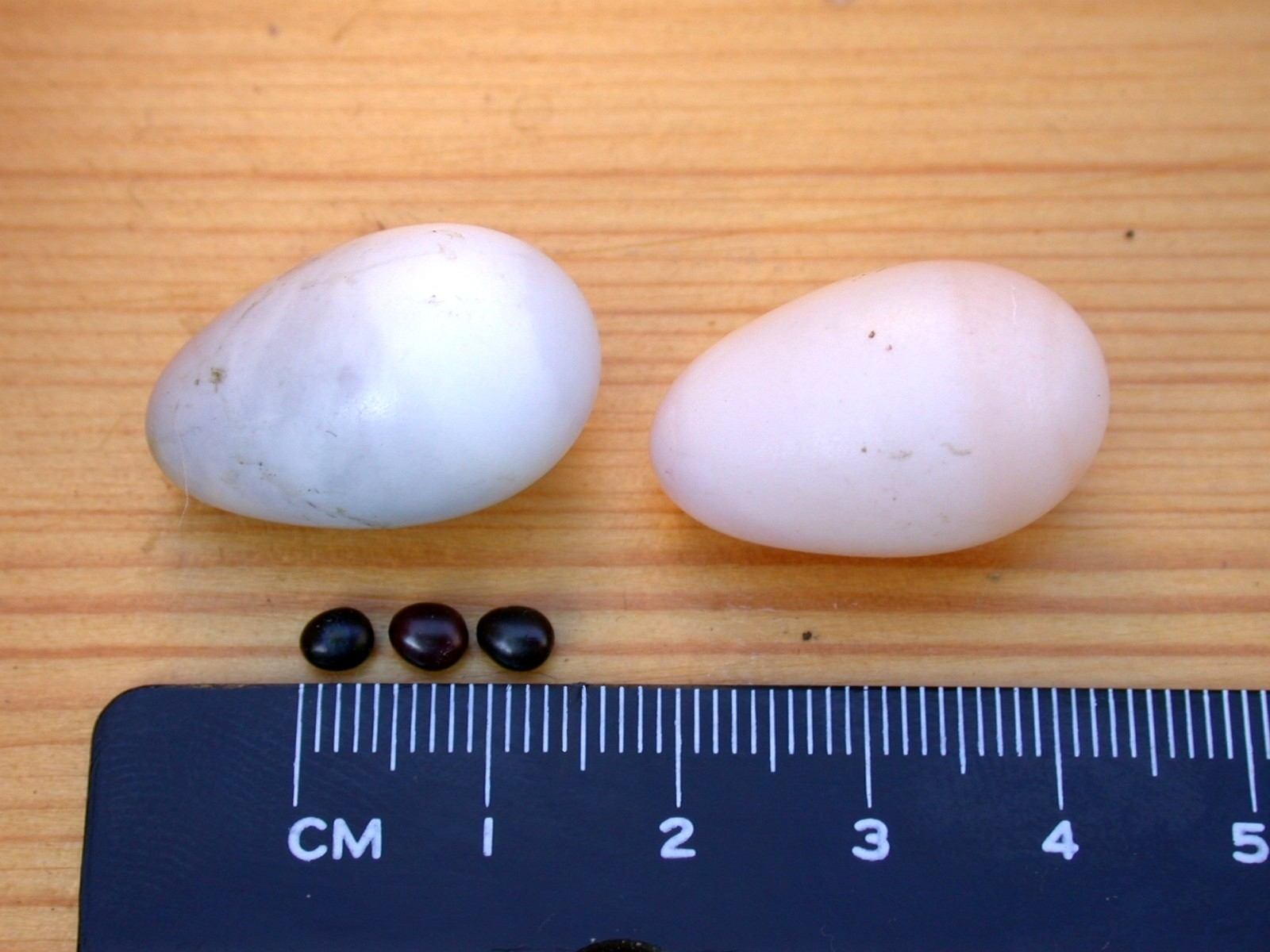
Eggs of the Common Swift and (below) pupae của Crataerina pallida

## Hình ảnh

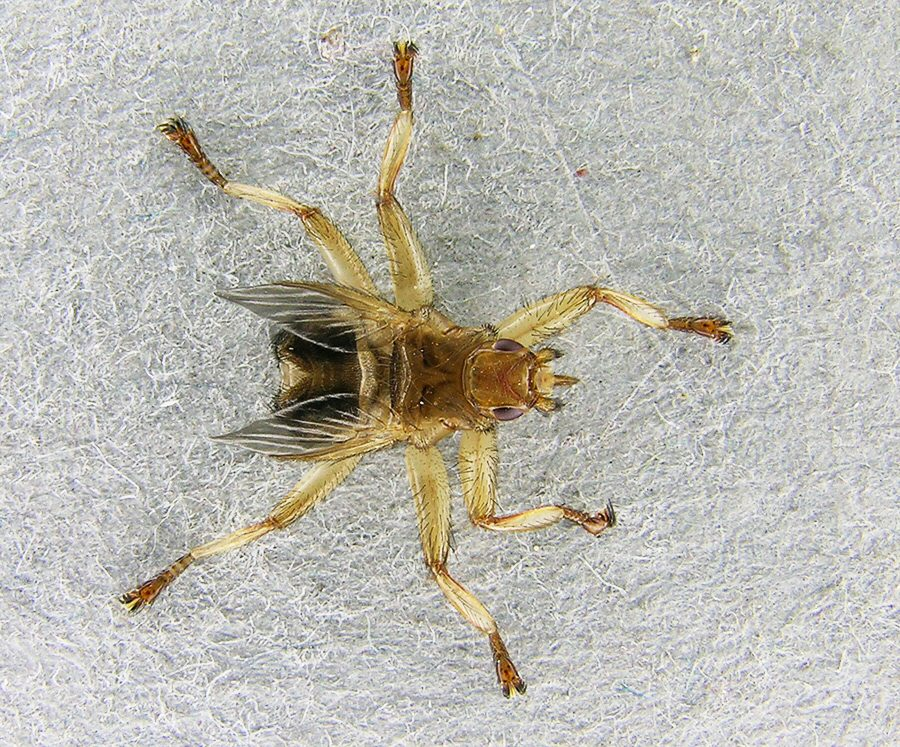
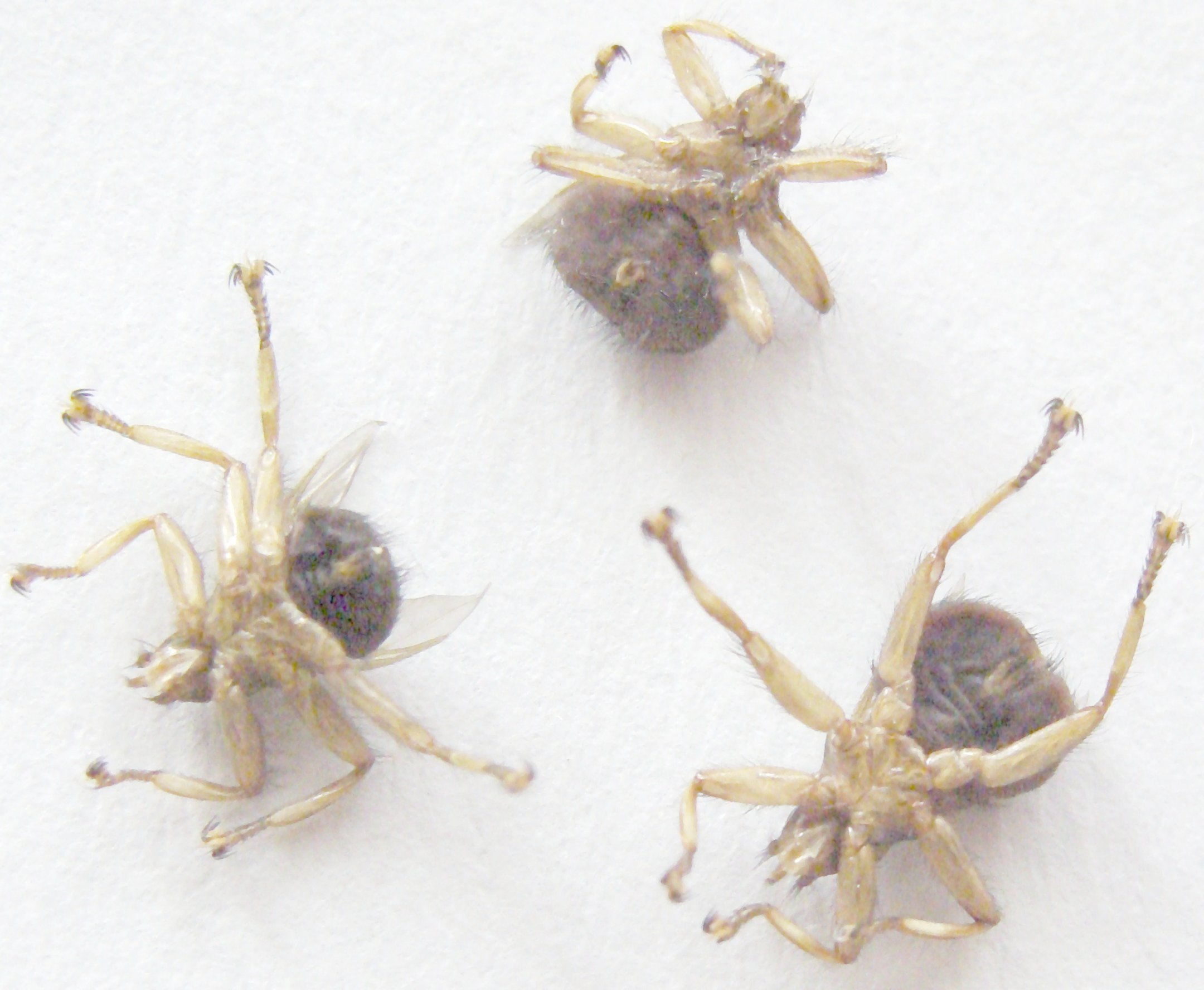
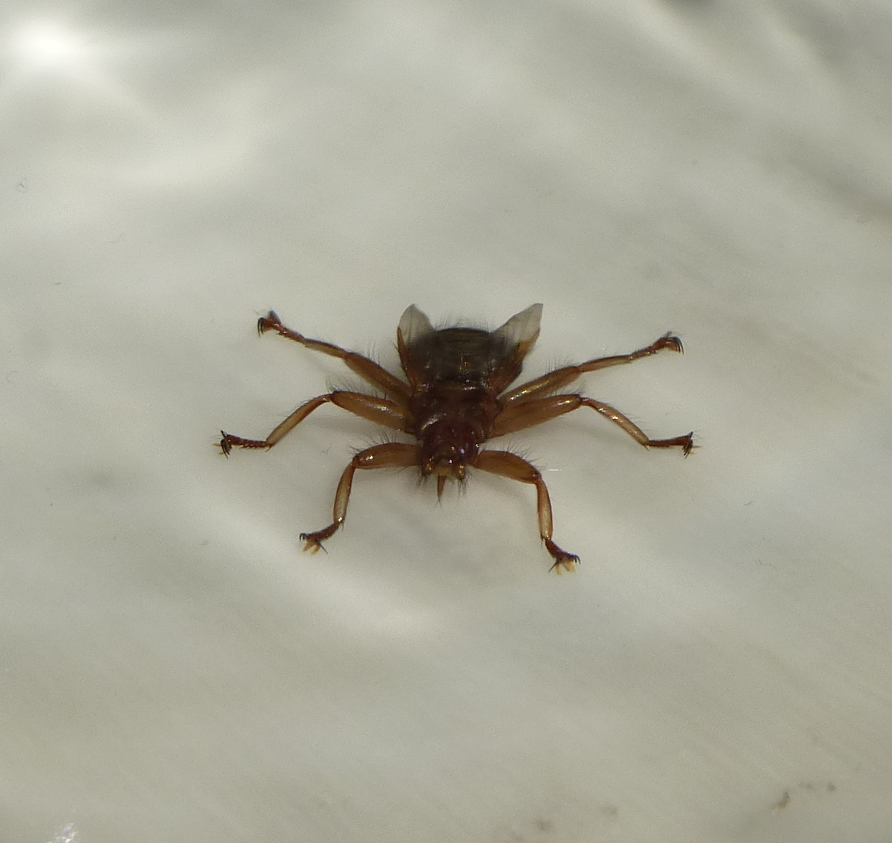